# Parafia św. Zofii w Młodocinie
Parafia św. Zofii w Młodocinie – jedna z 13 parafii rzymskokatolickich dekanatu Radom-Południe diecezji radomskiej.

## Historia
Pierwotny kościół w Młodocinie Mniejszym wybudowano w 1982 staraniem ks. Zdzisława Kałuzińskiego. Była to budowla wzniesiona z pustaków, a w tylnej części mieściła salę katechetyczną. Parafia została erygowana 20 czerwca 1994 przez bp. Edwarda Materskiego z wiosek wydzielonych z parafii Kowala. Drugi kościół tymczasowy na nowej działce postawiony został w latach 1995–1996 staraniem ks. Władysława Dębowskiego. Kaplice boczne dobudowano w 1999. Poświęcenia kościoła dokonał 15 maja 1995 bp Stefan Siczek.
W 2019 staraniem ks. Emila Hebdy i przy zaangażowaniu parafian rozpoczęła się budowa nowego murowanego kościoła. 

## Zasięg
Do parafii należą wierni z miejscowości: Augustów (część), Błonie, Młodocin Mniejszy, Młodocin Większy oraz Waliny.

## Proboszczowie
- 1994–2017 – ks. kan. Władysław Dębowski
- od 2017 – ks. mgr Emil Hebda